# مونزان برول
شهر مونزان برول (به فرانسوی: Mons-en-Barœul) در شهرستان نور (فرانسه) در ناحیه شمال کاله با جمعیت ۲۲٬۳۶۰ نفر در کشور فرانسه واقع شده است